# Austrolimnophila (Austrolimnophila) discoboloides
Austrolimnophila (Austrolimnophila) discoboloides is een tweevleugelige uit de familie steltmuggen (Limoniidae). De soort komt voor in het Australaziatisch gebied.